# Literatura de Yucatán
Literatura de Yucatán. A lo largo de los siglos la región peninsular yucateca, en México, ha sido pródiga en producción literaria, entendiéndose esta como el "arte de registrar ideas humanas con signos visibles" y también de cultivar la literatura oral "que tiene como archivo la memoria del individuo o la comunidad y que se transmite de generación en generación..." Esta producción se ha sustentado desde luego en el empleo estético del lenguaje pero también en las composiciones literarias primigenias que han permeado a través de los siglos, a pesar de la destrucción masiva a que estuvieron sujetos los textos sagrados o los cantos épicos mayas, durante la época de la conquista cultural en la denominada colonia española.

## Literatura maya en Yucatán
Gran parte de la tradición literaria de los mayas estuvo basada en la transmisión oral de sus creencias, de sus mitos y leyendas. Otra porción perduró por medio de jeroglíficos que fueron registrados en piedras (estelas, estructuras esculpidas, pinturas murales), madera (estatuillas, vigas), cerámica y papel, ambas pintadas como los códices mayas. Más recientemente, ya durante la colonia, los escritos sobre papel europeo, en caracteres latinos, realizadas por escritores mayas adiestrados generalmente por misioneros españoles. Según el mayista Alfredo Barrera Vásquez se pueden caracterizar dos grandes épocas en las que se dieron manifestaciones claras de la literatura maya: la época precolombina, es decir, antes de la llegada de los españoles al Mayab, y el periodo que se dio durante la colonia, a partir de la conquista en el siglo XVI y hasta el siglo XIX en que se produjo la independencia de la península de Yucatán.
Muchos ejemplares de los registros mayas precolombinos particularmente en Yucatán fueron destruidos por los evangelizadores por considerarlos obstáculo para la catequización que tenían encomendada. El Auto de fe de Maní caracteriza bien los eventos destructivos que se dieron durante esa época. 
De los códices mayas anteriores a la llegada de los conquistadores pocos sobrevivieron: El códice de Dresde; el de Madrid, también conocido como el Códice Tro-Cortesiano; el códice de París, también conocido como el códice Peresiano y un fragmento de códice llamado códice de Grolier, también conocido como el Fragmento de Grolier. De aquella época la principal aportación a la que el mundo contemporáneo ha tenido acceso está dada por grabados en piedra y cerámica que hasta hace unas cuantas décadas no se habían principiado a descifrar.
Después de la conquista, los propios frailes que tuvieron un papel destructivo como Diego de Landa fueron también factor importante en el desarrollo de la literatura maya. Dieron a los indígenas instrumentos y medios para desarrollar el arte. La literatura poscortesiana que se impulsó fueron las crónicas, las epístolas y otro género que no es necesariamente parte del arte, como los documentos legales que se escribieron, pero que han contribuido al estudio de la lengua y de ahí derivan un gran valor.

## Literatura colonial
Por cuanto a la literatura maya, los libros de Chilam Balam que fueron escritos en textos diversos (de los cuales el más conocido es el de Chumayel) por diferentes autores, siguen en principio la tradición de los códices prehispánicos. Los Cantares de Dzitbalché registran poesía que también se transmitía oralmente. Entre las crónicas, principalmente referidas a la conquista, se tiene Crónicas de la Familia Pech y Crónica de Calkiní.  Hay también numerosos ejemplos de documentos legales en maya que se escribieron a lo largo de los siglos XVI, XVII y XVIII y que como se asentó han sido valiosos para el estudio de la lengua.
Durante la época colonial los indígenas mayas fueron enseñados por los frailes a leer y escribir. No fue infrecuente que en las diversas localidades de Yucatán hubiese más indígenas letrados que criollos, los cuales en muchas ocasiones eran alfabetizados por los propios indígenas. Tal fue el caso de Pedro Sánchez de Aguilar, autor de Informe contra indolorum cultores, quien tuvo como maestro de primeras letras, ya siendo mayor de edad, a Gaspar Antonio Chi. Este hecho adicionado a la legislación imperante en la época, que restringía severamente la producción de obras literarias escritas, tuvo como resultado que se dieran muy pocos ejemplos de literatura registrados durante la colonia. En efecto, por disposición real fue establecido que: 

...mandamos a nuestros virreyes, Audiencias y gobernadores en las Indias que provean que cuando se hiciere algún arte o vocabulario de la lengua de los indios, no se publique, ni se imprima, ni se use de él si no estuviere primero revisado por el ordinario y visto por la Real Audiencia del distrito. Felipe II en Hannover, el 8 de mayo de 1584.

Antes de la introducción de la imprenta en Yucatán, hecho que ocurrió hasta entrado el siglo XIX, escritores como Gaspar Antonio Xiú (también llamado Gaspar Antonio Chi), Diego López de Cogolludo, Diego de Landa (destructor y creador), Sánchez de Aguilar y otros, tuvieron que enviar sus manuscritos a España, ser objetos de una censura severa y después, encontrar a un patrocinador, cuando la iglesia no lo hacía, para costear la impresión de los textos que llegaron a nuestros días.

## Literatura durante elsigloXIX
Durante el siglo XIX, tras la llegada de la imprenta, durante y después del proceso de Independencia de Yucatán, la producción literaria vivió un notable despertar. Surgió el género del libelo combativo y libertador, la crítica satírica, el teatro, los textos filosóficos y desde luego la crónica periodística. Destacaron en ese entonces como dramaturgos, poetas y  literatos, Juan Pío Pérez (autor del famoso Códice Pérez), Andrés Quintana Roo, Wenceslao Alpuche, Eligio Ancona, Crescencio Carrillo y Ancona, Rita Cetina Gutiérrez, Rodolfo Menéndez de la Peña, José Peón Contreras, Justo Sierra Méndez, Justo Sierra O'Reilly, entre otros.
A partir de 1848, con la Guerra de Castas, los textos en lengua maya resurgieron. Se escribieron tratados, proclamas, discursos, tanto de los jefes sublevados como de los criollos y mestizos que se dirigían a las huestes indígenas. Pero poco a poco, conforme fue avanzando el siglo XIX, los mayas perdieron a su escribas y se escondieron en territorios remotos de lo que hoy es el estado de Quintana Roo. Así languideció la literatura maya propiamente dicha en Yucatán, sin desaparecer totalmente.

## Literatura delsigloXX
En el siglo XX la influencia de la cultura maya se volvió a hacer notar dando a la literatura de Yucatán un carácter regional y propio, pero, al mismo tiempo, muchos autores trascendieron las fronteras geográficas de lo yucateco y se consagraron en otros ámbitos. Fueron numerosos los escritores y poetas yucatecos que brillaron en las letras mexicanas en ese periodo, destacando entre otros: Carlos R. Menéndez, Antonio Mediz Bolio, Ricardo Mimenza Castillo, Ermilo Abreu Gómez, Luis Rosado Vega, Miguel Ángel Menéndez, José Díaz Bolio, Oswaldo Baqueiro Anduze, Ricardo López Méndez, José Esquivel Pren, Clemente López Trujillo, Carlos Echánove Trujillo, Juan Duch Colell, Juan García Ponce, Fernando Espejo Méndez, por citar algunos.

## Promoción literaria actual
El gobierno de Yucatán otorga anualmente el Premio Estatal de Literatura Antonio Mediz Bolio al más destacado escritor yucateco en español. Por otro lado, también es otorgado el Premio Estatal de Narrativa en Lengua Maya Domingo Dzul Poot al más destacado escritor en lengua maya de origen yucateco o que haya residido en el estado durante cinco años.